# HD 120066
HD 120066 (HR 5183) — двойная звезда в созвездии Девы на расстоянии приблизительно 103 световых лет (около 31,5 парсек) от Солнца. Визуальная звёздная величина звезды — +6,402m. Возраст звезды определён как около 6,5 млрд лет.
Вокруг звезды обращается, как минимум, одна планета.

## Характеристики
Первый компонент (HD 120066A) — жёлтая звезда спектрального класса G0IV-V, или G0V, или G0, или G2-3V. Масса — около 1,213 солнечной, радиус — около 1,531 солнечного, светимость — около 2,44 солнечной. Эффективная температура — около 5745 K.
Второй компонент (HIP 67291) — оранжевый карлик спектрального класса K7Ve. Масса — около 0,669 солнечной, радиус — около 0,702 солнечного, светимость — около 0,148 солнечной. Эффективная температура — около 4332 K. Удалён в среднем на 15 372 а.е..

## Планетная система
В 2019 году группой астрономов было объявлено об открытии планеты HR 5183 Ab.
В 2019 году учёными, анализирующими данные проектов Hipparcos и Gaia, у звезды обнаружены планеты HIP 67246 c и HIP 67291 b.